# Кустолово-Суходольский сельский совет (Машевский район)
Кустолово-Суходольский сельский совет (укр. Кустолово-Суходільська сільська рада) — входит в состав
Машевского района
Полтавской области
Украины.
Административный центр сельского совета находится в 
с. Кустолово-Суходолка.

## История
- 1841 — дата образования.

## Населённые пункты совета
- с. Кустолово-Суходолка